# Cheilochanidae
Cheilochanidae es una familia de foraminíferos bentónicos de la superfamilia Bolivinoidea, del suborden  Buliminina y del orden Buliminida. Su rango cronoestratigráfico abarca el Holoceno.

## Discusión
Clasificaciones previas incluían Cheilochanidae en el suborden Rotaliina y/o orden Rotaliida.

## Clasificación
Bolivinoididae incluye al siguiente género:
- Cheilochanus